# Cenaclul Flacăra
Cenaclul Flacăra (romeno para "O Círculo Literário da Chama") foi um movimento cultural e artístico na República Socialista da Romênia liderado pelo poeta Adrian Păunescu. Entre 1973 e 1985, foram organizados shows e concertos em que, embora considerados rebeldes em comparação ao entretenimento oficial, promoviam o culto de personalidade a Nicolae Ceaușescu e a ideologia do Comunismo Nacional na Romênia Comunista.
O Cenaclul Flacăra organizou 1.615 concertos de música, de poesia e de diálogo em todo o país, tendo mais de 6 milhões de espectadores. Os espetáculos tiveram uma forte influência sobre os romenos, especialmente a juventude romena, e espalhou sua própria ideologia, uma mistura de ideias de esquerda influenciadas pelo Ocidente com nacionalismo romeno.

## Criação
Adrian Păunescu, apesar de ter tido uma famosa atitude rebelde contra o regime político nos anos 60, eventualmente, tornou-se ideologicamente mais próximo ao então chefe de estado comunista Nicolae Ceauşescu. Esta transformação permitiu-lhe tornar-se o editor-chefe da revista cultural Flacăra em 1973, e, em setembro do mesmo ano, ele usou a sua autoridade para formar o Cenaclul Flacăra al Tineretului Revoluționar (O Círculo Literário da Chama da Juventude Revolucionária), ou simplesmente Cenaclul Flacăra. Por vários anos, o Cenaclul Flacăra realizou regularmente leituras de poesia, algumas das quais foram gravadas e outras partes que foram transmitidas em TV Nacional. Os eventos foram inicialmente realizados nas noites de segunda-feira no Teatro Ion Creangă em Bucareste.
Em 18 de Março de 1976, em Bucareste, foi realizado o seu primeiro evento de grande escala. Chamado de Festivalul Primăverii (Festival da Primavera), contou com a presença de mais de 8000 pessoas. Espectadores gritavam frases nacionalistas durante todo o show, incluindo algumas referindo-se à anexação da Bessarábia pela União Soviética. (ver Bessarábia nas relações romeno-Soviéticas).
Embora eventos similares foram realizados mais tarde pelo país, o Festivalul Primăverii marcou uma parte importante no desenvolvimento da carreira de Păunescu, demonstrando suas habiliades como um propagandista capaz para a liderança do Partido Comunista. Enquanto o canto de slogans pró-governo e pró-culto de personalidade, assim como outras atividades de cunho propagandista continuavam a ser uma parte importante dos eventos, a música, poesia e outras artes em destaque eram relativamente sem restrições e tinham pouca censura direta quando comparadas a outros meios de expressão disponíveis à época.

## Espetáculos
Conforme os eventos organizados pelo Círculo cresceram em popularidade, o grupo começou uma turnê pela Romênia, organizando eventos em diversas salas de concerto e estádios de futebol. Os espetáculos começavam usualmente às 20:00 e raramente terminavam antes das 04:00. Muitos dos artistas permaneceram e foram em turnê juntos, ao fim, totalizando 1.615 eventos, figurando um grande número de artistas, alguns estreando e outros se tornando populares com sua ajuda. Alguns artistas notáveis que passaram pelo Círculo foram Mircea Vintilă, Florian Pittiș, Transsylvania Phoenix, Anda Călugăreanu, Ștefan Hrușcă, Vasile Șeicaru, Victor Socaciu, Doru Stănculescu, Vasile Mardare, Magda Puskas, Emeric Imre e Tatiana Stepa.

## Banimento
Em 15 de junho de 1985, um evento do Cenaclul Flacăra foi realizado em um estádio de futebol em Ploiești, com aproximadamente 10.000 pessoas presentes. Parte do estande colapsou durante o evento iniciando uma fuga desordenada pelos espectadores em pânico que causou a morte de pelo menos 5 pessoas (alguns relatos sugeriram muito mais, possivelmente perto de 100 pessoas), além de ferirem outras mais.
Após o acidente, investigadores acharam objetos nos estandes considerados "menos do que patrióticos"; segundo o escritor Norman Manea, alguns itens incluiam "sutiãs, garrafas de vodca, roupas íntimas, vinho, cerveja, champagne, mais roupas íntimas, sutiãs e preservativos".
O acidente em Ploiești levou ao fim da carreira de Păunescu apesar da intervenção do Secretário-Geral do Partido Comunista Nicu Ceaușescu, filho do chefe de estado Nicolae Ceaușescu. Listado dentre as principais razões, o 'perfil moral' dos participantes, considerado distante, foi removido dos modelos que eram promovidos pela União da Juventude Comunista.

## Performances em andamento e reunião
Após a queda do governo comunista, alguns participantes das performances antigas removidos do país e que não estavam tão distantes se reuniram e se apresentaram sob o nome "Cenaclul Totuşi Iubirea" (um jogo de palavras traduzido literalmente como "Todas as Coisas Consideradas, Amor"). Performances com esse nome continuaram até, pelo menos, 2001. Um grupo sucessor alternativo também foi formado no começo dos anos 2000, ocasionalmente aparecendo como "3 ceasuri bune" (literalmente 'Três Bons Relógios')
Alguns anos de pausa para performances ao-vivo sob a bandeira seguiram, embora a publicação de trabalhos gravados relacionaos continua até atualmente. Uma série de CD's intitulado Cenaclul Flacăra vol.1-1,  publicado entre 2005 e 2008 contém a maioria das músicas mais bem-sucedidas.
Em uma transmissão num painel de discussões durante um programa noturno para a estação de televisão romena OTV em 20 de maio de 2010, Adrian Păunescu, Radu Pietreanu e Axinte pela primeira vez publicamente mencionaram um possível relançamento do Cenaclul Flacăra e a reunião da maioria dos artistas originais ao fim o ano.
Apesar da falta de recursos financeiros de Adrian Păunescu e outros reveses, que levaram a declarações públicas duvidosas de apoiadores iniciais e outras figuras públicas uma reunião (e tentativa de relançar a organização) ocorreu no dia 1o de agosto de 2010, com um concerto com 5 horas de uração intitulado Cenaclul Flacăra sendo incluído em um festival maior chamado "Zilele Orașului Năvodari". As performances contaram com artistas dos concertos e festivais originais, tocando velhas e novas versões de músicas populares, muitas as quais foram regularmente tocadas como parte dos eventos do antigo Cenaclul Flacăra. Isso marcou a primeira colaboração pública para muito dos artistas após mais de 25 anos separados. O festival foi transmitido ao-vivo pela OTV.
Gravações originais e covers das músicas continuam a tocar em redes nacionais e a serem referenciadas na mídia, ocasionalmente descrevendo o Cenaclul Flacăra como a "Woodstock Romena".